# Дудергофский переулок
Дудергофский переулок — улица в Красносельском районе Санкт-Петербурга на территории посёлка Горелово. Соединяет Красносельское шоссе и Константиновский переулок . Протяжённость — 167 м.

## География
Улица проложена в направлении с запада на восток.
Ширина улицы — 3 метра или 2 полосы движения.

## Транспорт
- Ж/д платформа Горелово (610 м)

Остановка Дачная улица
- Автобусы: 145, 145Б, 147, 165, 245, 546, 632, 632А, 636, 639А
- Маршрутки: 631, 650В

## Примыкает
с северо-запада на юго-восток:
- Красносельское шоссе
- Константиновская улица
- Константиновский переулок